# Отелек (комуна)
Отелек (рум. Otelec) — комуна у повіті Тіміш в Румунії. До складу комуни входять такі села (дані про населення за 2002 рік):
- Йоханісфелд (899 осіб)
- Отелек (806 осіб) — адміністративний центр комуни

Комуна розташована на відстані 432 км на захід від Бухареста, 33 км на південний захід від Тімішоари.

## Населення
У 2009 році у комуні проживали 1653 особи.